# Vila Lângaro
Vila Lângaro est une municipalité brésilienne située dans l'État du Rio Grande do Sul.